# Aimé Michel
Pour les articles homonymes, voir Michel.
Aimé Michel, né à Saint-Vincent-les-Forts (Alpes-de-Haute-Provence) le 12 mai 1919, et mort dans la même ville le 28 décembre 1992, est un écrivain et ufologue français.

## Biographie

### Jeunesse
Aimé Michel a une enfance montagnarde, mais, frappé par la poliomyélite le jour de sa première rentrée scolaire à l'âge de 5 ans, il reste entièrement paralysé trois ans durant. Après plusieurs opérations, il retrouve sa mobilité mais son corps, déformé, doit porter un corset de cuir. Par cette épreuve qu'il a surmontée grâce au dévouement de ses parents, l'« enfant (...) découvre », selon Jean-Pierre Rospars, « à la fois la souffrance intense, la prééminence de la conscience et la compassion d’autrui. ».

### Études et formation
Il obtient la licence de philosophie en 1939 et des certificats d’études supérieures en psychologie en 1940 et en études littéraires classiques en 1942. En 1941, il devient « répétiteur » en lettres classiques (français, latin et grec) à Grenoble.

### Ingénieur du son
Il entre en 1944 à la RDF (Radiodiffusion française, future RTF puis ORTF) après avoir passé, en 1943, le concours des ingénieurs du son du Studio d'Essai créé par Pierre Schaeffer en 1942. Aimé Michel rejoindra par la suite le maquis créé par son frère dans les Alpes.
La guerre finie, il retourne à la Radiodiffusion française, travaillant au service de la recherche, au contact de Pierre Schaeffer (membre de l'association « Travail et Culture » en 1946, en compagnie de Louis Pauwels).

### Pionnier de l'ovnilogie française
Il devient membre de la Commission Ouranos, créée par Marc Thirouin en 1951 et l'un des premiers groupes de recherches ufologiques français.
En 1954, il publie Lueurs sur les soucoupes volantes. C'est le second ouvrage ufologique français, après Les soucoupes volantes viennent d'un autre monde, de Jimmy Guieu (1954) et avant Propulsion des soucoupes volantes, du lieutenant Jean Plantier (1955). Si les ventes du livre sont faibles en France, sa traduction en anglais fera cependant connaître son auteur aux États-Unis.
Ce n'est qu'en 1958, avec la parution de Mystérieux objets célestes, consacré à la vague d'observations d'ovnis de l'automne 1954 en France, qu'Aimé Michel atteint la notoriété. Dans ce livre, il imagine, avec le concours de Jacques Bergier (rencontré en 1953), la théorie de l'orthoténie qui postule que, sur une courte période de l'ordre de 24 heures, les observations d'objets volants non identifiés (ovnis) sont alignées, à la surface de la Terre, le long de grands cercles, le premier identifié étant la ligne dite « BaVic » (Bayonne-Vichy). L'emploi de simulations par ordinateur, puis la mise en évidence d'erreurs dans les témoignages retenus, aboutissent à la réfutation définitive de cette hypothèse en 1976.
Il devient membre du « Collège Invisible », réseau d'ovnilogues mis sur pied par Jacques F. Vallée en 1960. Il collabore également à la revue Phénomènes spatiaux, consacrée à l'ufologie et éditée par le Groupe d'étude des phénomènes aériens (GEPA) de 1963 à 1977.
À partir de 1969, il est membre du comité rédactionnel de la revue ufologique Lumières dans la nuit[réf. souhaitée].

### Chantre du réalisme fantastique
Dans les années 1960, il se fait le chantre du réalisme fantastique, mélange d'ésotérisme, d'occultisme, d'histoire, d'archéologie, de science et de science-fiction promu par la revue Planète, créée en 1961 par Louis Pauwels et Jacques Bergier et arrêtée en 1971.
Devenu un grand ami de Bergier et de Pauwels, Aimé Michel se définissait lui-même comme rebelle « pathologique ».
Du 26 septembre au 10 octobre 1964, il anime des ateliers culturels sous l'égide de la revue Planète à Cefalù en Sicile, sur le thème « La vie dans l'Univers sidéral ».

### Défenseur de la pluralité des mondes habités
Selon Pierre Lagrange, Aimé Michel a bien saisi les implications de la thèse de la pluralité des mondes habités. Avant même que le projet SETI de recherche de civilisations extraterrestres soit lancé et que la notion de paradoxe de Fermi soit introduite, ce spécialiste des ovnis a montré dans son livre Mystérieux objets célestes (1958) et dans son article Le principe de banalité (1973), que d'éventuels extraterrestres nous seraient incompréhensibles.

### Auteur éclectique
Il a écrit de nombreux articles dans des revues soucoupistes (Phénomènes Spatiaux, Recherches ufologiques, Flying Saucer Review, Atlas) et publié plusieurs livres sur les soucoupes volantes (Lueurs sur les soucoupes volantes (1954), Mystérieux objets célestes (1958), Pour ou contre les soucoupes volantes (1969), Mystérieuses soucoupes volantes (1973), En quête des humanoïdes (1974)).
Il a écrit le scénario du téléfim d'anticipation fantastique Mycènes, celui qui vient du futur, diffusé en 1972.
Sur le thème des animaux, il a collaboré aux revues Arts, Science et Vie, Tout Savoir, Monde et Vie, et à l'Encyclopédie Larousse. Durant les années 1960, il a tenu régulièrement la rubrique « Les mystères du monde animal » dans le périodique La Vie des bêtes. Il est aussi l'auteur du livre Les Performances animales (1966). Il a publié dans Archéologia un article sur son village natal.
Il est l'auteur de livres sur le mysticisme : Le mysticisme, l'homme intérieur et l'ineffable (1973), Métanoïa, phénomènes physiques du mysticisme (1973), Transfiguration (2017, posthume).

### Chroniqueur catholique
En octobre 1970, Aimé Michel est engagé comme chroniqueur scientifique par France Catholique, journal diffusé par abonnement. Il y restera jusqu'à sa mort deux décennies plus tard. Dès le début, ses chroniques traitent de l'actualité scientifique et des interrogations philosophiques et métaphysiques qu'elle suscite. L’actualité intellectuelle, politique et sociale, en France et à l'étranger, est également évoquée.

## Œuvres

### Livres
- Montagnes héroïques, histoire de l'alpinisme, éd. Mame, 1953, coll. « Découvertes »
- Lueurs sur les soucoupes volantes, éd. Mame, 1954, coll. « Découvertes » (préface de Jean Cocteau) - Traduction en anglais : The Truth About Flying Saucers, Criterion Books, 1956, 255 p.
- Mystérieux Objets célestes, éd. Arthaud, 1958, coll. « Clefs de l'Aventure / Clefs du Savoir » - Traduction en anglais : Flying Saucers and the Straight-Line Mystery, Criterion Books, 1958, 285 p.
  - rééd. Planète (Présence Planète), 1966
  - rééd. Robert Laffont (Malesherbes), 1977, coll. « Les autres mondes et leurs énigmes » ; enrichie (même année)
  - rééd. Seghers, 1978
- La Voix des poètes, printemps 1960, collectif hommage à Jean Cocteau : texte avec Francois Reichenbach
- Le Mystère des rêves (avec Wilhelm Moufang, William O. Stevens), Encyclopédie Planète, 1965
- Les Performances animales, éd. Hachette, 1966, coll. « L'Aventure de la Vie »
- Histoire et guide de la France Secrète (avec Jean-Paul Clébert), encyclopédie Planète, n° 31, 1968; rééd. Denoël, 1979
- Pour ou contre les soucoupes volantes (avec Georges Lehr), éd. Berger-Levrault, 1969
- Mystérieuses soucoupes volantes (avec Jacques Vallée et Fernand Lagarde de « Lumières dans la nuit »), éd. Albatros, 1973, rééd. 1976
- Le mysticisme, l'homme intérieur et l'ineffable, éd. Culture, Art, Loisirs (CAL - CELT), 1973, coll. « Bibliothèque de l'Irrationnel et des Grands Mystères » : Psychologie de l'ineffable. Anormal et surnormal (traduit en espagnol)
- Métanoïa. Phénomènes physiques du mysticisme, éd. Albin Michel, 1973, rééd. 1986, coll. « Spiritualités vivantes », série « Religions Comparées », n° 57 (rééd. revue et augmentée de Le Mysticisme. L'homme intérieur et l'ineffable)
- En quête des humanoïdes (avec Jacques Vallée, Charles Bowen (directeur de la Flying Saucer Review et auteur de l'ouvrage), Antonio Ribera, William T. Powers, Gordon Creighton, Coral Lorenzen, Dr W. Buhler, etc.), éd. J'ai Lu, coll. « L'Aventure mystérieuse », 1974
- La Fin du monde ?, reprise d'articles sous l'égide de Louis Pauwels d'un numéro de la revue Question de sur le sujet, éd. Retz (ou Albin Michel ?), 1977.
- Chapitre « L'Âme de la France », dans La Face cachée de la France (avec Jean-Paul Clébert, Pierre Crépon, Jean-Michel Varenne et Jacques Brosse), coll. « Mémoire Vive », tome I, éd. Seghers, 1978 (sous la direction de Louis Pauwels, préfacier)
- Légendes et traditions de France, Denoël, 1979 (co-auteur : Jean-Paul Clébert).
- L'Apocalypse molle : correspondance adressée à Bertrand Méheust de 1978 à 1990 (textes inédits), éd. Aldane, 2008 ; préface de Jacques Vallée
- La Clarté au cœur du labyrinthe, éd. Aldane, 2008 (chroniques sur la science et la religion tirées de la revue France catholique ; textes choisis, présentés et annotés par Jean-Pierre Rospars)
- Transfiguration, Guy Trédaniel, 2017, 240 p.

### Ouvrages collectifs
- Les Extra-Sensoriels / Calculateurs prodiges, volume de la collection « Les Pouvoirs Inconnus de l'Homme » (14 tomes), éd. Tchou-Laffont, 1976-1977 Deux textes d'Aimé Michel : « Ces extra-sensoriels qui nous entourent » en introduction, et « Vers une nouvelle clé des songes » à propos des rêves, dans la 2e partie « Création et créativité ».

### Articles de revues
- « Le déluge », Science et Vie, n° 500, mai 1959.
- « La vie est une alchimie », Science et Vie, Paris, n° 519, décembre 1960.
- « La vie défie les lois de l'atome », Science et Vie, Paris, n° 544, janvier 1963.
- « Pourquoi je crois aux soucoupes volantes », revue Atlas no 59, août 1965, pp. 26-38.

### Préfaces
- L'Astrologie devant la science, Michel Gauquelin, éd. Planète, 1963, coll. « Encyclopédie Planète »
- Le Cosmos et la Vie, CH-N. Martin, éd. Planète, 1963, rééd. Le Livre de Poche, 1970, coll. « Encyclopédie Planète »
- Trois milliards d'années de vie, A. de Cayeux, éd. Planète, 1964, coll. « Encyclopédie Planète »
- Chroniques martiennes, Ray Bradbury, éd. du Club des Amis du Livre, 1964
- Les Certitudes irrationnelles, Dr A. Guénot, éd. Planète, 1967, coll. « Présence Planète »
- Ceux venus d'ailleurs, J. Lob et R. Gigi, éd. Dargaud, 1973
- Le Collège invisible, Jacques Vallée, éd. Albin Michel, 1975, rééd. J'ai Lu, 1976, 1981
- Science-Fiction et soucoupes volantes: une réalité mythicophysique, Bertrand Méheust, éd. Mercure de France, 1978
- Le Nœud gordien, ou la fantastique histoire des ovnis, T. Pinvidic, éd. France-Empire, 1979
- OVNI : le premier dossier complet des rencontres rapprochées en France, M. Figuet et J-L. Ruchon, éd. Alain Lefeuvre, 1979
- La Chine et les Extraterrestres, Shi Bo, éd. Mercure de France, 1983
- Synthèse et temps nouveaux, Jean Coulonval, Librairie René Giard, Lille, 1979

### Film documentaire
- De l'animal à l'homme : un entretien avec Konrad Lorenz par Jacques Brissot, film documentaire, auteur Aimé Michel, 1968, ORTF, coll. « Un certain regard », 50 min.